# Ernst Cohn-Wiener
Ernst Cohn-Wiener (geboren als Ernst Cohn 25. Dezember 1882 in Tilsit; gestorben 13. April 1941 in New York) war ein deutscher Kunsthistoriker.

## Leben
Ernst Cohn ging in Bromberg zur Schule und machte dort 1902 Abitur. Sein Studium der Kunstgeschichte absolvierte er in Berlin und Heidelberg. Cohn-Wiener wurde 1907 an der Universität Heidelberg promoviert und lehrte anschließend bis 1933 als Dozent der Erwachsenenbildung an der Humboldt-Akademie, der größten Volkshochschule Berlins. 1921 heiratet er Eva Margarete Brasch (* 1891).
Aufgrund seiner jüdischen Abstammung wurde er nach der Machtübergabe an die Nationalsozialisten 1933 entlassen und emigrierte zusammen mit seiner Frau 1933 nach England und 1934 weiter nach Indien, wo er am Kunstmuseum in Baroda (heute Vadodara) arbeitete und u. a. einen Katalog der europäischen Gemälde der Sammlung publizierte. Aus gesundheitlichen Gründen übersiedelte er 1939 in die Vereinigten Staaten. Er starb 1941 im Alter von 59 Jahren in New York.
Cohn-Wieners Hauptwerke, die vornehmlich die Künste Zentral- und Ostasiens, des Islam und des Judentums zum Thema hatten, entstanden in der Zeit zwischen 1921 und 1930. Von besonderer Bedeutung für die Entwicklung der universitären Kunstgeschichte war sein Werk zur Entwicklungsgeschichte der Stile in der bildenden Kunst, das im ersten Viertel des 20. Jahrhunderts mehrere Auflagen erlebte und in mehrere Sprachen übersetzt wurde. Anschließend machten das „Dritte Reich“ und die weitere Entwicklung der Kunstgeschichte zu einem hauptsächlich der Ikonologie – in den Augen ihres Begründers Erwin Panofsky eine historische Hilfswissenschaft – verpflichteten Fach die Stilgeschichte als zentrale kunsthistorische Arbeitsmethode obsolet.
Die von Cohn-Wiener zusammengestellte Sammlung von Fotografien west-turkestanischer Kunstwerke liegt heute im British Museum. Sein Briefwechsel mit Maurice Laserson wird in der Wiener Library in London aufbewahrt.

## Schriften (Auswahl)
- Die Entwicklungsgeschichte der Stile in der bildenden Kunst 2 Bände. Teubner, Leipzig 1910; 2. Auflage 1917 (Digitalisat Band 1, Band 2).
- Die jüdische Kunst. Ihre Geschichte von den Anfängen bis zur Gegenwart. Wasservogel, Berlin 1929.
- Einführung in die Kunstwelt des Ostens: Indien, China, Japan, Islam. Rudolf Mosse Buchverlag, Berlin  1929.
- Turan. Islamische Baukunst in Mittelasien. Ernst Wasmuth Verlag, Berlin 1930.
- Catalogue of the European Pictures in the Baroda Picture Gallery. Baroda State Press, Baroda 1935.
- Baroda Museum and Picture Gallery. Travelling report for the time of February - April 1936. Baroda State Press, Baroda 1937 (Digitalisat).